# Brunst
Brunst er den periode hvor pattedyrs hunner kan befrugtes. De har lyst til parring og virker tiltrækkende på hannerne, fx ved deres bevægelser og duft.
| Biologi | Spire Denne artikel om biologi er en spire som bør udbygges. Du er velkommen til at hjælpe Wikipedia ved at udvide den. |